# Dołginka
Dołginka (ros. Долгинка) – osiedle w Rosji, w obwodzie woroneskim, w rejonie nowochopiorskim. W 2010 liczyło 90 mieszkańców.